# Юньнаньская антикоммунистическая армия
Юньнаньская Антикоммунистическая Армия  (официально — Антикоммунистическая армия национального спасения провинции Юньнань) — государственное образование, созданное на территории Бирмы покинувшими Китай Национально-революционной армией Гоминьдана, ввиду их поражения в гражданской войне в Китае. Официальное название — Юньнаньская Антикоммунистическая Армия и Юньнаньская Антикоммунистическая Армия Национального Спасения. Иногда употребляется название как «потерянная армия». Войсками и государственным образованием управлял генерал НРА КР Ли Ми, который организовывал многократные рейды и вторжения на территорию Юньнаня в течение 1950-х годов, но каждый раз нападения успешно отражались войсками КНР.
Одним из спорных моментов существования ЮАА является её материально-техническая поддержка со стороны США, Китайской Республики и Таиланда, которые нарушали суверенитет Бирмы и этим сильно дестабилизировала ситуацию внутри государства, а также торговля опиумом со стороны ЮАА, что являлось довольно значительным источником ее дохода. В 1953 году Бирма обращалась в ООН с требованием к Китайской Республике вывести данные формирования в Таиланд и Лаос или на Тайвань, что произошло только в 1960-1961 годах, когда была проведена полная эвакуация войск на Тайвань, . При этом, Ли Ми подготовил план по эвакуации ЮАА на Тайвань, а именно планы «Земля» и «Небо», но из-за инсульта, произошедшего у Ли Ми 8 марта, план был реализован лишь частично.

## Образование ЮАА
К декабрю 1949 года народно-освободительная армия Китайской Народной Республики начала наступление на территории Юньнаня, что вынудило оставшиеся силы Народно-революционной армии Китайской Республики, в частности 8-ю армию под командованием Ли Ми, 26-ю армию Лю Куо и 93-ю дивизию Ма Чоу Ю, произвести отступление на территорию Бирманского Союза к концу декабря 1949 — январю 1950 года. КНР пыталась помешать эвакуации сил в Бирму. Так, 11 января 1950 года, Чэнь Гэн приказал 38-й армии Народно-освободительной армии Китая войти в устье реки Вэньшань и заблокировать китайско-вьетнамскую границу. Народно-освободительная армия начала кампанию в Южном Юньнани с намерением уничтожить последние два соединения национальной армии в Юньнани -—8-ю и 26-ю армии. 14 января Ли Ми и Ю Чэнван вылетели на Тайвань, и, после переговоров вернувшись обратно на фронт, старались стабилизировать ситуацию. 9 января 38-я армия Народно-освободительной армии уничтожила основные силы 26-й армии национальной армии в районах Манбан и Идэ уезда Хунхэ; 24 января 13-я армия Народно-освободительной армии также атаковала 8-ю армию. НРА с трудом закрепилось на восточном берегу Красной реки. Сунь Цзиньсянь, командующий 2-й и 37-й дивизией 8-й армии, приказал своим подчиненным взорвать Железный мост Юаньцзян. 25 января вся армия была уничтожена, а их командующие заключены в тюрьму; 5 февраля 2-я и 37-я дивизии были окружены, и их уничтожение было неизбежным. Поскольку Сунь Цзиньсянь, командующий 170-й дивизией 8-й армии, которому было приказано защищать Железный мост Юаньцзян, капитулировал, народно-освободительная армия в Юаньцзяне уничтожила около 60 000 человек оставшихся сил в городе. Ли Гохуэй, командир 709-го полка , вывел из осады около тысячи человек из 2-й и 37-й дивизии 8-й армии, но в итоге выжило не более 600 человек. Патовая ситуация на фронте заставила оставшиеся войска на территории Юньнаня пересечь границу Бирмы и отступить на её территорию ранее запланированного срока.
После полного отхода с территорий Юньнаня, силы НРА образовали Юньнаньскую Антикоммунистическую Армию, а её руководителем избрали Ли Ми. Первый штаб командования гоминьданских вооружённых сил в Бирме был учреждён на территории города Кентунг, основные же силы расположились на территории одного из штата Ван, неподалёку от Тайско-Бирманской границы в деревне Тачилейк. При этом, на территорию ЮАА всё больше стекалось беженцев из КНР, которые присоединялись к антикоммунистической армии, а также ряд местных жителей пожелали стать солдатами ЮАА. Так, около 1.500 военнослужащих ЮАА занимали территории между Кенгтунгом и Тачилейком. К апрелю 1951 численность армии выросла до 4.000 человек (по самым скромным оценкам), а к концу года до 6.000. В 1952 году, численность армии уже насчитывала около 12 000 военнослужащих.

## Конфликт ЮАА и Бирманского правительства
Уже в июне 1950 года правительство Бирмы потребовала от правительства ЮАА немедленно ликвидировать армию и покинуть государство, на что получило отказ, а также заявление, что вооружённые силы ЮАА готовы ответить на любые нападения со стороны вооружённых сил Бирмы. Бирманская армия ввела военное положение в Цзиндонге и подготовилась к боевым действиям. Обе стороны провели переговоры 3 июня, но бирманская армия задержала двух переговорщиков — Дин Цзуошао и Ма Динчэня. Бирманская армия предъявила ЮАА и Китаю ультиматум 8 июня: если те немедленно не покинут Бирму, будет применена сила, а все граждане Китая, помогающие или симпатизирующие ЮАА, будут арестованы.18 июня бирманская армия начала операцию «Золотой треугольник» по окружению и подавлению сил ЮАА; войска в департаменте Тан Чжуна были окружены в районе Мэнъянь, а силы, защищающие департамент Ли Гохуэя, были оттеснены на запад бирманской армией.  С июня по август Бирманские войска использовали военно-воздушные силы и артиллерию для поддержки наземных войск. 20 000 солдат атаковали части ЮАА на юге фронта. У бирманской армии в этих боях было убито 1500 человек, а более 3000 человек получили ранения.  408 человек погибли у ЮАА и 602 человека получили ранения. Новости о цене оттеснения сил гоминьдана с Кенгтунга привлекли внимание средств массовой информации в странах Юго-Восточной Азии. Основные средства массовой информации, такие как «Bangkok Daily» и сингапурское «Lianhe Zaobao» опубликовали статью о провале операции, что вынудило приостановить боевые действия.
К июлю 1950 года Монг Хсат был вторым по величине городом на территории штата Кенгтунг, а сам город располагался в центре плодородного бассейна, на котором было около 60 кв. км посевных площадей риса, а со всех сторон город был окружён гористой местностью, что сделало город идеальным для целей ЮАА, из-за чего туда и была перенесена столица. Город находился всего в 80 километрах от границы с Таиландом, и поэтому поставки из Таиланда и Лаоса могли легко попадать на территорию ЮАА. Бирманская армия в течение нескольких лет пыталась провести наступление на город, но все попытки остались безуспешными.
Основной причиной непримиримости Гоминьдана к требованиям со стороны властей Бирмы — намерение использовать Бирму в качестве убежища для реорганизации, обучения и оснащения вооружённых сил с целью начала вторжения на материковый Китай. Так, под командованием генерала Ли Ми в мае 1951 года началось наступление на провинцию Юньнань, в котором участвовало около 20 000 человек. Войска Гоминьдана двинулись на север и без сопротивления захватили Кенгму и его аэродром, находящийся примерно в 60 километрах от границы Китая. Однако, по мере продвижения ЮАА на север, 40-тысячная народно-освободительная армия произвела контратаку на наступавшие силы ЮАА, из-за чего армия Ли Ми понесла огромные потери и отступила обратно в Бирму. Гоминьдан предпринял еще две неудачные попытки наступления в июле 1951 года и августе 1952 года, которые привели к тяжелым потерям, после чего силы ЮАА никогда не пыталась вторгнуться в Юньнань, вместо чего обосновались вдоль границы для сбора разведданных и отслеживания признаков возможного наступления коммунистического Китая в Юго-Восточную Азию.

## Период основной активности ЮАА

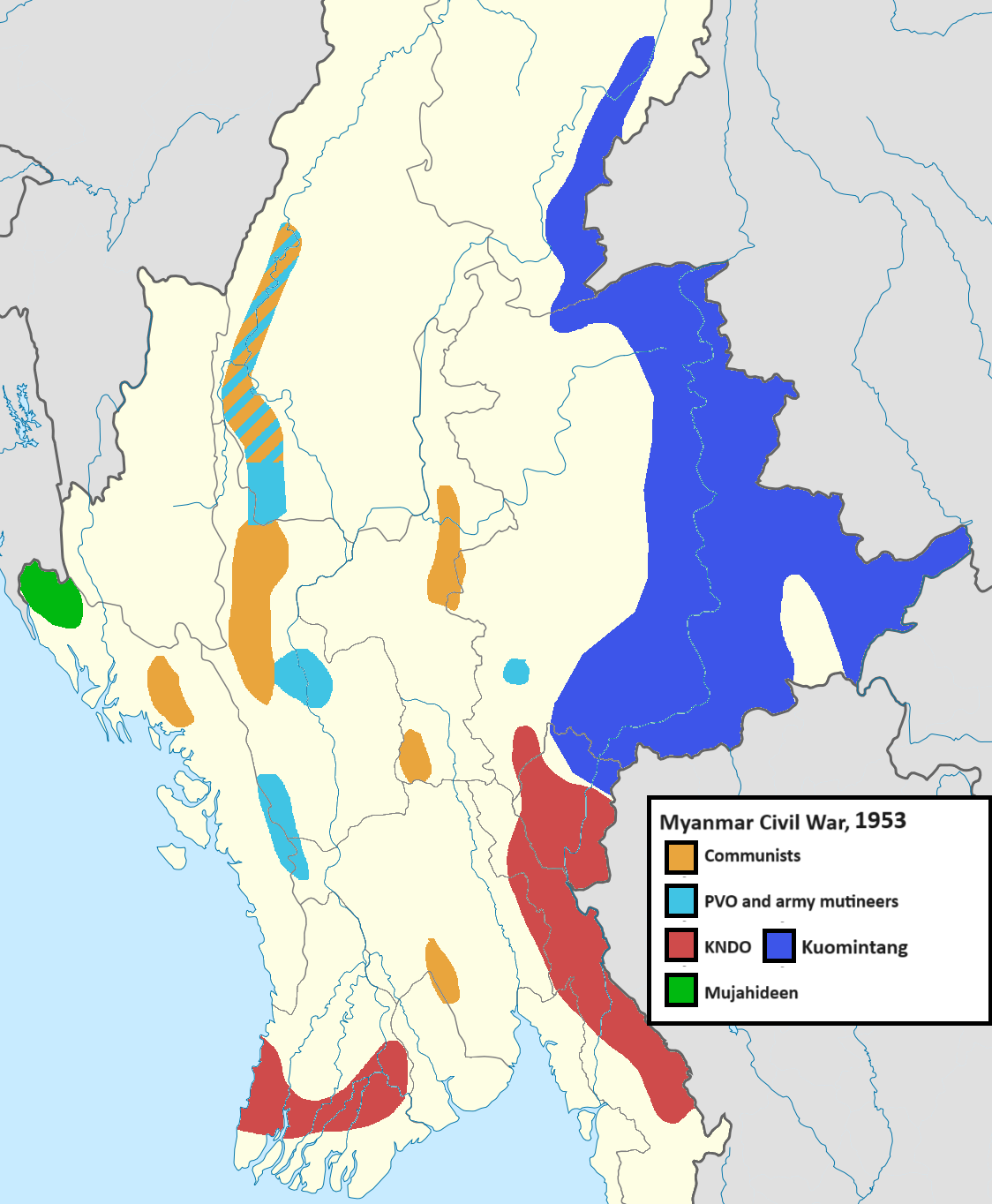
Карта гражданской войны в Бирме в 1953 году.
Гоминьдан

Юньнаньская антикоммунистическая армия национального спасения действовала в основном на границах Мьянмы и Лаоса. Чтобы реорганизовать разрозненные войска, силы ЮАА построили аэропорты в Менге и учредили Юньнаньский Антикоммунистический и Антироссийский Университет (ЮААУ). Действия ЮАА в Мьянме вызвали противодействие общества Мьянмы и постепенно переросли в войну между Мьянмой и антикоммунистической армией спасения. В 1950 году разразилась Корейская война. Чтобы ослабить военное давление на Корейский полуостров, Соединенные Штаты выразили готовность сотрудничать и хотели поглотить государство в состав «Движения за свободный Китай» и «Третьей силы». Президент Трумэн передал «Операционный документ». С февраля 1951 года, Центральное разведывательное управление поставляло оружие через  корпорацию снабжения Юго-Восточной Азии (SEA Supply) и бангкокскую «Корпорацию оборонных поставок Юго-Восточной Азии». Оружие было перевезено компанией Chennault Civil Aviation Company (первоначально сбрасывалась с воздуха, а затем использовался недавно построенный аэропортом Менгса).
Весной 1951 года «потерянная армия» превратилась в «Народную антикоммунистическую армию спасения Юньнаня», находящуюся в непосредственном подчинении Министерства национальной обороны, с двумя соединениями, находившимися под его командованием. Ли Ми стал главнокомандующим, Генерал-майор Лу Гоцюань стал его заместителем; первоначальный 709-й полк был реорганизован в 193-ю дивизию, а генерал Ли Гохуэй был повышен до звания командира; Изначальный 278-й полк был реорганизован в 93-ю дивизию.

### Первая атака на Юньнань
ЮАА начала обновлять своё вооружение, планировать поставки и набор рабочей силы с середины февраля до конца марта 1951 года. С конца марта до конца апреля 1951 года ЮАА вела интенсивную военную подготовку и готовила план по вторжению в Юньнань. Армия вела боевые действия на территории Юньнаня с мая по июль 1951 года, сначала атаковав Цанъюань и Гэнму, а затем взяв под контроль 14 округов, городов и поселков, включая Ланьцан и Шуанцзян, и установила военное правительство Народной антикоммунистической армии спасения национального правительства Юньнани.
В начале июня народно-освободительная армия Китая вошла в Куньмин, Дали и Чусюн, после чего НОА контратаковала силы ЮА с абсолютным превосходством в численности и снаряжении. К середине июня основные силы ЮАА были полностью разбиты  в Ланьцанге, а остатки армии отступили к Гэнме, Шуанцзяню и другим опорным пунктам. В конце июня Гэнма и Шуанцзян были контратакованы народно-освободительной армией, и оставшиеся части армии в итоге отступили к военному командному пункту Цанъюань в Юньнани, оставшемуся под управлением НААСНПЮ.

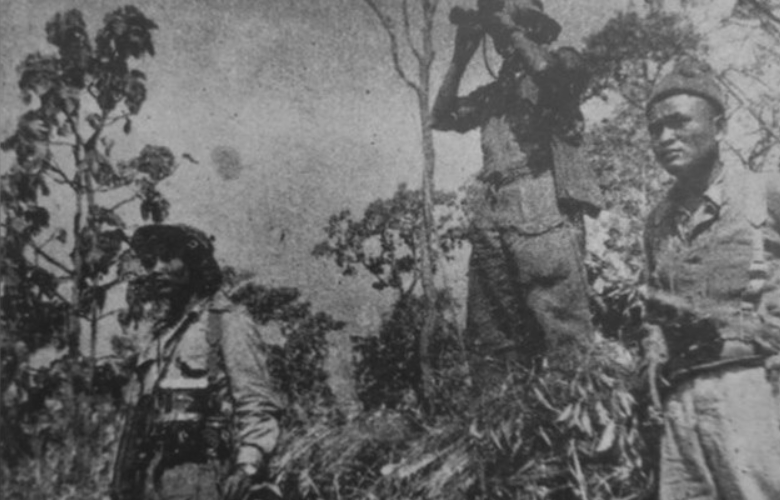
Бирманские солдаты выслеживают армию ЮАА вблизи Китайско-Бирманской границы. Апрель 1954 года.

В начале июля ЮАА была осаждена народно-освободительной армией в районе командного пункта Цанъюань. Армия ЮАА даже смогла отразить первый штурм народно-освободительной армии и закрепить своё положение, но из-за тяжелых потерь, недостаточного материально-технического снабжения и нехватки рабочей силы, она покинула цитадель. По стратегическим соображениям армия была объединена двумя днями позже и все силы гоминьдана покинули Цанъюань. Народно-освободительная армия преследовала и атаковала отступающие силы ЮАА, поэтому гоминьдановские силы больше не могли контратаковать Юньнань, и все отдельные части покинули Юньнань к середине июля.

### Частичная эвакуация ЮАА
С марта по апрель 1953 года бирманская армия при содействии КПК направила более 7000 человек для нападения на штаб ЮАА и контролируемые им населённые пункты, но все нападения были отражены.  В том же году, Бирма и Советский Союз обвинили Китайскую Республику во «вторжении» в Организации Объединенных Наций и лоббизме интересов ЮАА в Бирме. Генеральная Ассамблея Организации Объединенных Наций приняла резолюцию, требующую, чтобы ЮАА сложила оружие и покинула Бирму. Китай, США, Таиланд и Мьянма провели встречу представителей четырех стран, чтобы позволить ЮАА уйти на Тайвань. Позже Цзян Чжунчжэн оказался под давлением международного общественного мнения и якобы распустил силы и вернулся на Тайвань.
8 марта 1953 года Ли Ми перенес инсульт, из-за чего ему стало трудно говорить и руководить войсками ЮАА. 14 мая Ли Ми назначил Лю Юаньлиня исполняющим обязанности главнокомандующего гоминьдановских вооружённых сил в Бирме.
Часть ЮАА отступила на Тайвань, а также была разделена на три группы: первая партия эвакуации (с 7 ноября по 8 декабря 1953 г.), составом 2260 человек, вторая партия (с 14 февраля по 21 марта 1954 г.), составом 3 475 человек; Третья партия (с 1 по 9 мая 1954 г.), составом из 820 человек. С учетом прочего персонала, общее количество эвакуированных составило 6986 человек. Также часть сил ЮАА передислоцировалась в Таиланд. В частности, Дуань Сивэнь — генерал-майор ЮАА, командовал эвакуацией и до 1970 года руководил Тайской группой сил ЮАА на севере Таиланда, численностью примерно в 5 000 человек.
Только 28 августа 2012 года останки(?) 440 солдат антикоммунистической армии национального спасения, которые остались на острове, были наконец помещены в храм мучеников национальной революции Юаньшань в Тайбэе.

## Народная антикоммунистическая добровольческая армия Юньнаня
После того, как Китай и Мьянма подписали договор о границе в 1960 году в рамках совместного наступления народно-освободительной армии и армии Мьянмы, ЮАА покинула Мьянму. Битва при Цзянгла была проиграна, и оставшиеся силы вынуждены были отступить из Бирмы. Раскрытие американской поддержки оружием привело к изменению отношения США к Китайской Республике. Цзян Чжун столкнулся с давлением международного общественного мнения и был вынужден заявить, что он выведет армию Китайской Республики из Бирмы. В 1961 году он распустил Народную антикоммунистическую добровольческую армию Юньнаня и отозвал добровольцев на Тайвань. С согласия Таиланда Организация Объединенных Наций организовала переход войск к Золотому треугольнику тайско-мьянманской границы и к Мае Салонг в Чианграе. Одна часть была выведена на Тайвань тремя группами по 52 человека; другая часть была выведена на Тайвань через пограничные зоны.
Во время второго отступления в 1961 году, 4200 солдат 1-й, 2-й и 4-й армий отошли на Тайвань, а 6000 солдат передислоцировались в Лаос.
В Таиланде армия получила новое оружие американского производства, доставленное с Тайваня, и реорганизовалась в элитные силы. Согласно воспоминаниям солдат и публичным фотографиям , в июле 1953 года Цзян Чжунчжэн отправил Цзян Цзинго для проверки, что показывает, насколько он придает большое значение данным группам войск. Цзян Чжунчжэн дал указание «выбрать лучшую возможность для контратаки». Добровольцы, добровольно принявшие приказ «сражаться до конца», позже смогли получить военное снаряжение с Тайваня. Однако, чтобы избежать неприятностей, Таиланд заявил, что контрнаступление все еще должно проходить через Бирму. При этом, бирманская армия и Народно-освободительная армия Китая продолжали осаду и подавление сил ЮАА, а Организация Объединенных Наций снова вмешалась в ситуацию. Поскольку большинство солдат были родом из Юньнани, они испытывали сильную тоску по дому и по-прежнему следовали инструкциям «отступить и воевать до последнего». Разница в том, что на этот раз это все равно что объявить миру, что «местные солдаты» больше не будут иметь никакого отношения к правительству Китайской республики в будущем.